# وريد وداجي
الوريد الوداجي (بالإنجليزية: Jugular vein)‏ هو الوريد الذي يحمل الدم من الرأس وينقله عبر الوريد الأجوف العلوي إلى القلب.
وهناك عدة أوردة وداجية:
1. وريد وداجي باطن
2. وريد وداجي ظاهر
3. وريد وداجي أمامي

## البنيان

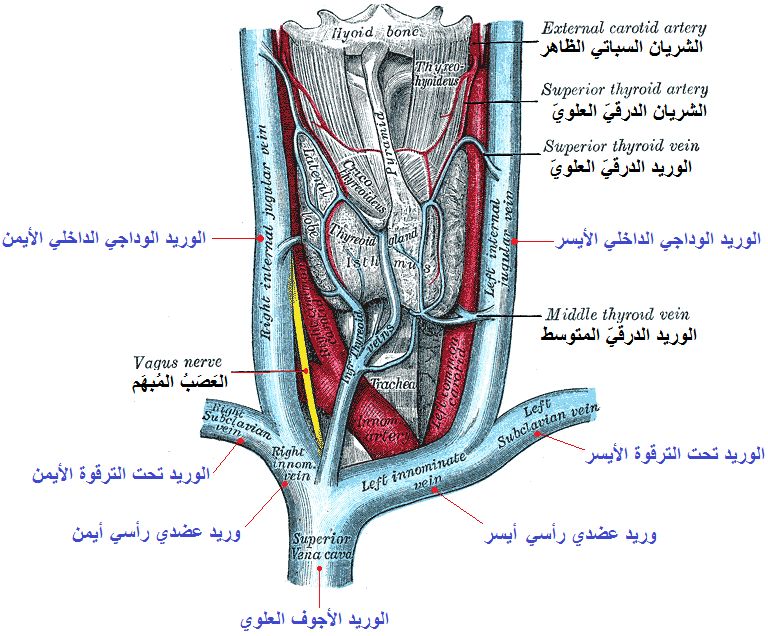
الوريدان الوداجيان الداخليان يلتقيان مع الوريدين تحت الترقوة في الجزء الأوسط (الإنسى) لتشكيل الأوردة العضدية الرأسية. وفي النهاية، فإن الوريدان العضديان الرأسيان الأيسر والأيمن يلتقيان لتشكيل الوريد الأجوف العلوي الذي ينقل الدم غير المؤكسج إلى الأذين الأيمن من القلب

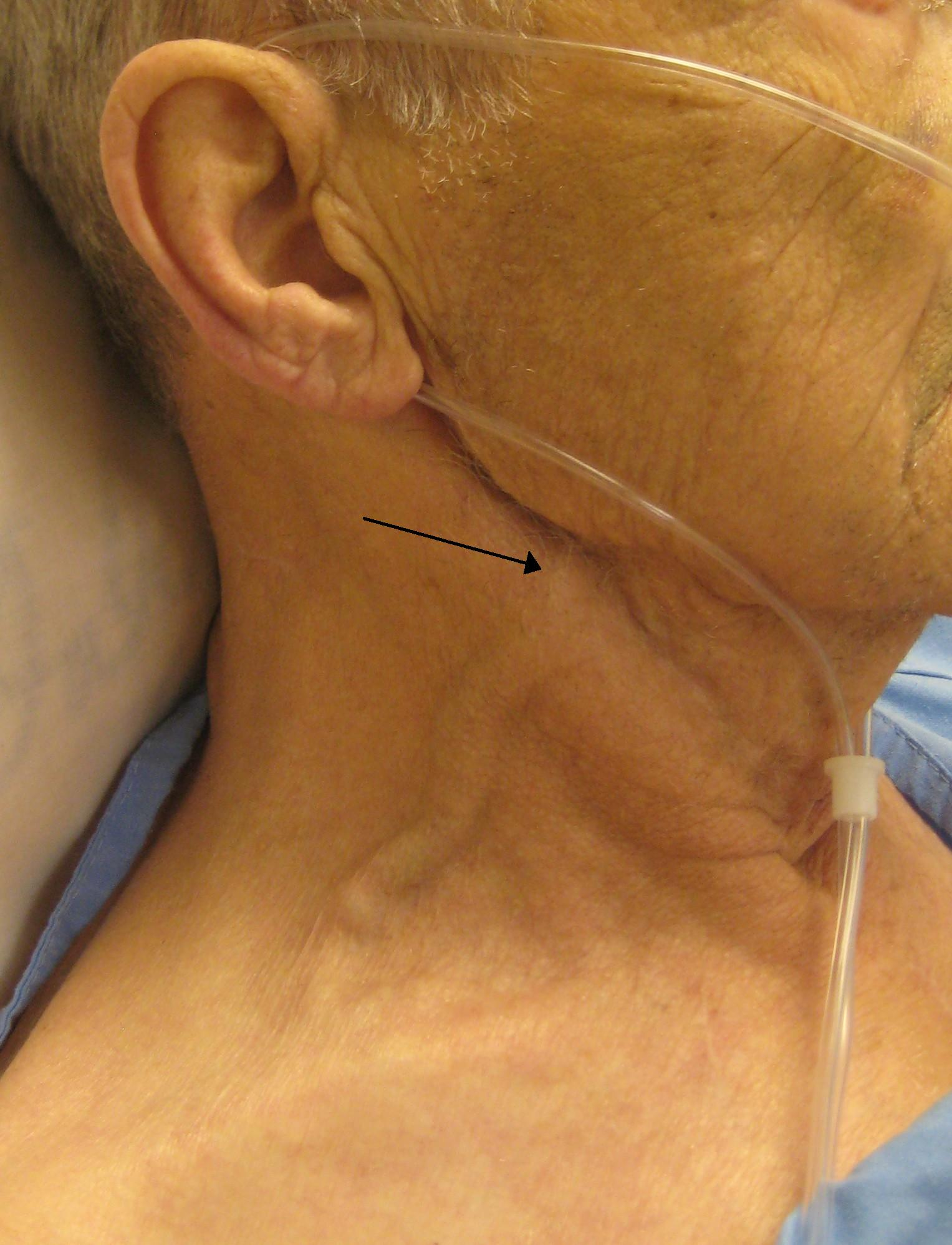
رجل يعاني من قصور القلب الإحتقاني وانتفاخ ظاهر في الوريد الوداجي. السهم يشير إلى الوريد الوداجي الخارجي.
ملحوظة: لا يُقاس ضغط الوريد الوداجي من خلال النظر في الوريد الوداجي الخارجي على الرغم من أنه الأكثر بروزا في هذه الصورة، ولكنه يقاس من خلال نبضات الجلد بفعل الوريد الوداجي الداخلي والذي هو غير مرئي هنا.

هناك مجموعتان من الأوردة الوداجية: داخلية وخارجية. في كلٍ من الجهة اليمنى والجهة اليسرى، هناك وريد وداجى داخلي، وآخر خارجي.
الوريدان الوداجيان الخارجيان الأيمن والأيسر يصبان في الوريدين تحت الترقوة. الوريدان الوداجيان الداخليان يتفاغران مع الوريدين تحت الترقوة في الجزء الأوسط (الإنسى) لتشكيل الأوردة العضدية الرأسية. وفي النهاية، يتفاغر الوريدان العضديان الرأسيان الأيسر والأيمن لتشكيل الوريد الأجوف العلوي الذي ينقل الدم غير المؤكسج إلى الأذين الأيمن من القلب.

### الداخلي
يتشكل الوريد الوداجي الداخلي من مفاغرة الدم القادم من كلاً من الجيب السيني (بالإنجليزية: sigmoid sinus)‏  بالأم الجافية ، والوريد الوجهي الأصلي (بالإنجليزية: Common facial vein)‏. ويمر الوريد الوداجي الداخلي بداخل الغلاف السباتي مع الشريان السباتي الأصلي والعصب المبهم ، وهو يوفر التصريف الوريدي عن محتويات الجمجمة.

### الخارجى
الوريد الوداجي الخارجي يمر سطحياً على العضلة القصية الترقوية الخشائية.
- وهناك أيضا وريد وداجي صغير، هو الوريد الوداجي الأمامي، ويعمل على تصريف المنطقة تحت الفك.

## الضغط
الضغط الوريدي الوداجي يعبّر بشكل غير مباشر عن الجهاز الوريدي، ويمكن أن يكون مفيدا في التفريق بين أشكال مختلفة من أمراض القلب والرئة.

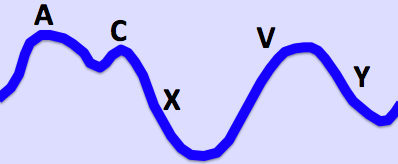
الشكل الموجي لضغط الوريد الوداجي

تبعاً للشكل الموجي لضغط الأوردة الوداجية، فإن الانحرافات التصاعدية على المنحنى تتوافق مع (1) التقلص الأذيني، (2) تقلص البطين (وما ينتج عنه من انتفاخ واضح في الأذين الأيمن أثناء انقباض متساوِ الحجم)، و (3) ملء الوريدي الأذيني. أما انحرافات الهبوط على المنحنى فتتوافق مع (1) استرخاء الأذين (وتحرك الصمام إلى الأسفل) و (2) ملء البطين بعد فتح الصمام ثلاثي الشرف.